# Nicolaj Klapkarek
Nicolaj Klapkarek (* 16. Juli 1965 in Bochum; Vorname auch häufig falsch geschrieben als Nicolai) ist ein deutscher Schwimmer. Der 1,88 m große und 75 kg schwere Athlet startete für die SG Bochum-Wattenscheid.

## Karriere als Schwimmer
Klapkarek konnte sich mehrfach bei Deutschen Meisterschaften platzieren:
- 1983: Meister 200 m Rücken (2:05,56 min)
- 1986: Platz 3 200 m Lagen
- 1987: Vizemeister 200 m Lagen, Platz 3 200 m Rücken

Er nahm an den Olympischen Spielen 1984 in Los Angeles teil und erzielte folgende Ergebnisse:
- 200 m Lagen: Platz 7 in 2:05,88 min (Olympiasieger wurde der Kanadier Alexander Baumann in der Weltrekordzeit von 2:01,42 min)
- 200 m Rücken: Platz 6 in 2:03,95 min (Gold ging an den Amerikaner Richard Carey in 2:00,23 min)
- 100 m Rücken: Als Vorlaufelfter qualifizierte er sich für das B-Finale, wo er in 58,56 s auf Platz 7 kam (Olympiasieger Richard Carey schwamm 55,79 s)
- 4 × 100 m Lagen: Platz 4 in 2:22,98 min (3 Zehntel hinter den drittplatzierten Schweden), Team: Dirk Korthals, Andreas Schmidt, Alexander Schowtka, Michael Groß und Nicolaj Klapkarek